# Puzur-Inshushinak
Puzur Inšušinak was tot ca. 2110 v.Chr. de laatste koning van Elam van de Awan-dynastie.
Het begrip Elam moet in deze tijd wel met een korreltje zout genomen worden, omdat de politieke verhoudingen in het oostelijk buurland van Mesopotamië niet erg duidelijk zijn. Het is voornamelijk een geografisch begrip zoals dat in Mesopotamië gehanteerd werd en dat de Iraanse hoogvlakte en zijn voorgebergte in huidig Khuzestan rond de stad Susa aanduidt.
Er wordt op een fragment van een beeld van deze koning voor het eerst gewag gemaakt van een koning van Šimaški die aan Puzur Inšušinak schatting betaalde. De precieze ligging en omvang van deze staat is ook niet erg duidelijk, behoudens dat het in het zuidwesten van het huidige Iran te zoeken is in de huidige provincies Kermanshah, Kurdistan, Hamadan, Luristan en Khuzestan, waarschijnlijk tot aan de grens van Fars. Wie in de tijd van Puzur Inšušinak koning van Šimaški was, is ook niet duidelijk. Paladre suggereert een koning Girnamme, maar er is in dat geval mogelijk meer dan een vorst van die naam geweest. Wat wel duidelijk is, is dat de Šimaški-koning een verbond aanging met de vorsten van Lagaš en Ur (waarschijnlijk Gudea en Ur-Nammu) en dat dit bondgenootschap een einde maakte aan de Awan-dynastie.